# ريكي باول
ريكي باول (بالإنجليزية: Ricky Powell)‏ هو مصور أمريكي، ولد في 20 نوفمبر 1961 في نيويورك في الولايات المتحدة.

## وصلات خارجية
- الموقع الرسمي
- ريكي باول على موقع ميوزك برينز (الإنجليزية)
- ريكي باول على موقع ديسكوغز (الإنجليزية)